# Пасо ди Мирабела-Пјанопантано (Авелино)
Пасо ди Мирабела-Пјанопантано је насеље у Италији у округу Авелино, региону Кампанија.
Према процени из 2011. у насељу је живело 2260 становника. Насеље се налази на надморској висини од 361 м.